# Jankowo (powiat poznański)
Jankowo – wieś w Polsce położona w województwie wielkopolskim, w powiecie poznańskim, w gminie Pobiedziska. 
Wieś duchowna, własność kapituły katedralnej poznańskiej, pod koniec XVI wieku leżała w powiecie poznańskim  województwa poznańskiego. 
W 1928 roku Tomasz Frąckowiak został odznaczony Srebrnym Krzyżem Zasługi za „zasługi w pracy społecznej, narodowej i reorganizacji sądownictwa w powiecie poznańskim”.
W latach 1975–1998 miejscowość administracyjnie należała do województwa poznańskiego. Obecnie jest to wieś typowo rolnicza, bogata w dobrej klasy bonitacyjnej ziemie.